# Episodi di Best Friends Whenever (seconda stagione)
La seconda stagione di Best Friends Whenever è in onda in prima visione assoluta dal 25 luglio 2016 negli Stati Uniti d'America su Disney Channel e in Italia dal 5 febbraio 2017.
| nº | Titolo originale         | Titolo italiano                 | Prima TV USA     | Prima TV Italia  |
| -- | ------------------------ | ------------------------------- | ---------------- | ---------------- |
| 1  | Princess Problems        | Problemi da principessa         | 25 luglio 2016   | 5 febbraio 2017  |
| 2  | Worst Night Whenever     | La peggiore serata di sempre    | 26 luglio 2016   | 12 febbraio 2017 |
| 3  | Epic Girls' Day          | Il giorno epico delle ragazze   | 27 luglio 2016   | 19 febbraio 2017 |
| 4  | Girl Code                | Computer: roba da ragazze!      | 28 luglio 2016   | 26 febbraio 2017 |
| 5  | Derby Little Secret      | Gara di pattinaggio underground | 29 luglio 2016   | 5 marzo 2017     |
| 6  | Night of the Were-Diesel | Cyd mannara                     | 2 ottobre 2016   | 9 aprile 2017    |
| 7  | The Friendship Code      | L'amicizia prima di tutto       | 3 ottobre 2016   | 26 marzo 2017    |
| 8  | The Lying Game           | Il gioco dell'amicizia          | 4 ottobre 2016   | 12 marzo 2017    |
| 9  | Working Nine to Fudge    | La città del caramello          | 5 ottobre 2016   | 2 aprile 2017    |
| 10 | It's Not Ye, It's Me     | La sposa promessa               | 6 ottobre 2016   | 19 marzo 2017    |
| 11 | The Christmas Curse      | Una festa di Natale sfortunata  | 4 dicembre 2016  | 24 marzo 2020    |
| 12 | Revenge of the Past      | Il passato ritorna              | 11 dicembre 2016 | 23 aprile 2017   |
| 12 | Revenge of the Past      | Il passato ritorna              | 11 dicembre 2016 | 30 aprile 2017   |